# スティーブンズシティ (バージニア州)
スティーブンズシティ（英: Stephens City、[ˈstiːvənz] STEE-vənz）は、アメリカ合衆国バージニア州の北部、フレデリック郡の南部に位置する法人化された町である。2010年国勢調査での人口は1,829 人だった。
1730年代にピーター・スティーブンスが設立し、1758年10月に町として認証され、設立者ルイス・スティーブンスから町名が付けられた。当初はドイツのハイデルベルクからのプロテスタント移民が入植した。シェナンドー渓谷では約5マイル (8 km) 北にあるウィンチェスターに次いで2番目に古い町である。南北戦争前の1850年代、この渓谷では初の自由黒人町となる「クロスローズ」が町の東に設立された。クロスローズは南北戦争の開始時点まで残っていたが、自由黒人は逃亡するか、再度捕まえられた。1864年、北軍のジョセフ・K・スターンズ少佐が行った意図的焼き討ちから、スティーブンズシティは救われた。町の名は何度か変えられた。始めはスティーブンズバーグ、続いてニュータウン、最後はスティーブンズシティとなったが、パントップスと名付けられる可能性もあった。州間高速道路81号線とアメリカ国道11号線が町を抜けている。
町の中心部、ビルや家屋を含む65エーカー (0.26 km2) の範囲がニュータウン・スティーブンバーグ歴史地区に属し、1992年にはアメリカ合衆国国家歴史登録財に指定された。2008年10月12日には設立250周年を祝った。ワシントン・ボルチモア・北バージニア合同統計地域の下に付くウィンチェスター大都市統計地域に入っている。ウィンチェスター・フレデリック郡都市圏計画機構のメンバーである。

## 歴史

### 設立初期
ドイツ系移民のジョスト・ハイトが1731年にシェナンドー渓谷北部で大きな土地を購入した。1732年頃、ドイツのプファルツ地方、ハイデルベルクからピーター・スティーブンスとプロテスタント移民の小さな集団が到着し、その土地を購入して入植した。その中には現在のスティーブンズシティとなる土地も含まれており、スティーブンズ家にちなんで名付けた。ハイトが持っていた土地の所有権は、この地域の領主第6代フェアファックス・オブ・カメロン卿トマス・フェアファックスが異議申し立てを行ったが、この問題は友好的に解決された。
1754年から町の区画が布かれ、1758年9月21日、ルイス・スティーブンスがウィリアムズバーグにあったバージニア植民地政府に、町としての認証を請願した。1758年10月12日、バージニア植民地議会が「スティーブンズバーグ」（"Stephensburgh"）の町に認証を与えた。ドイツ系が大半だった住人は直ぐに"h"を外し、通常は"Stephensburg"と綴られるようになった。アメリカ独立戦争の開戦までに単純に「ニュータウン」と呼ばれるようになっており、ウィンチェスターの南、グレートワゴン道路沿いにある新しい開拓地という意味合いだった。
シェナンドー渓谷と、ニュータウンがその中央にあることで、地域の交通が盛んになり、町の重要な産業として荷車製造業が強くなった。ニュータウンの職人は州全体に荷車を供給した。1830年までに、町の人口は800人に達していた。1850年代後半、自由黒人が町の東約1マイル (1.6 km) で「クロスローズ」あるいは「フリータウン」と呼ばれるようになる町を造り始め、南北戦争が始まるまで続いた。1863年1月1日、奴隷解放宣言が出され、新しく解放された奴隷の大半と既に自由を得ていた黒人の多くがこの地域を離れた。
1861年に南北戦争が始まると、ニュータウンの若者の多くが南軍に参加した。戦中に町は「境界線」上にあり、通常は北軍が支配したが、南軍のゲリラ活動も多かった。1862年5月24日、バレー方面作戦でストーンウォール・ジャクソンが指揮した南軍がバレー・パイクを北に進軍して北軍を攻撃した。ニュータウンでは、マサチューセッツ第2歩兵連隊のジョージ・ヘンリー・ゴードン将軍がその部隊に抵抗することを命じた。その小競り合いには激しい砲撃戦もあったが、ゴードン隊は重要な物資荷車を失うことなく後退した。ゴードン隊が町をジャクソン軍に明け渡したときに、両軍共に勝利を宣言した。

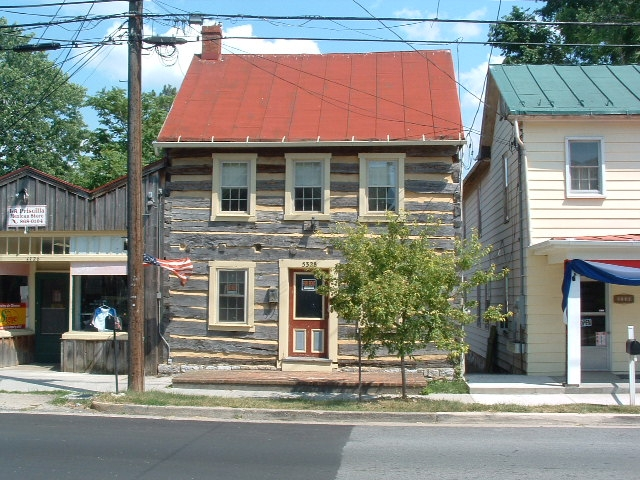
ウィドーズ・フレーザーの邸宅、スティーブンズシティのメインストリート沿いにある

1864年6月、ニューヨーク第1騎兵隊のジョセフ・K・スターンズ少佐が、荷車道への南軍の襲撃を止めるために、町を焼き尽くせという命令を受けて到着した。残っていた住人はほとんど女、子供、老人ばかりだったので、スターンズは町を残すことを認めた。その代わりに成人には「鉄の誓い」を行うことを求め、自発的に南軍を援助しなかったと誓わされた。レコンストラクション時代に政府はその誓約を要求し、実質的に元南軍支持者を政治の世界から排除した。
1867年4月、バージニア州議会はウィンチェスター・アンド・ストラスバーグ鉄道会社に認可を与えた。この会社はウィンチェスターとストラスバーグを結ぶ鉄道を建設することを認められている、ニュータウンの国内の他の場所を初めて鉄道で結ぶことになった。この鉄道は地方経済を改善したが、戦後は停滞し、荷車を作る産業を縮小させた。1880年、アメリカ合衆国郵便公社がバージニア州内に1ダース近いニュータウンがあるという現実に直面し、土地の郵便局をパントップスと改名すると発表した。その名前に満足しなかった住人は「スティーブンズシティ」を選択した。

### 20世紀から現在
20世紀にはエネルギーと国内の仕組みに改良が加えられた。電力は1915年に導入され、第二次世界大戦直前の1941年には上水道が引かれた。1960年代初期に州間高速道路81号線が建設され、むしろ町の事業の発展は止まった。荷車道はアメリカ国道11号線の一部となり、町の中心を通ったが、州間高速道路が町の東0.1マイル (160 m) もない所を通り、町の東は発展したが、中心街の企業は衰退した。開発業者は町の中と、町の外、東の州間高速道路81号線に近い所に、新しい住宅地区を開発した。
町は古い建物の建築的重要性を調査し、町の歴史に貢献したものを判断した。ニュータウン・スティーブンズバーグ歴史地区は1992年8月にアメリカ合衆国国家歴史登録財に指定された。中心街の改修により、歴史遺産ツアー客を呼んだ。町はさらなる成長を予測して、2005年にフレデリック郡の未編入領域360エーカー (1.5 km2) 、2006年にはさらに100エーカー(0.4 km2)、2007年に175エーカー (0.7 km2) を併合した。町は2008年10月12日に設立250周年を祝った。
1964年、アメリカ合衆国地区裁判所バージニア西地区が「ブラウン対郡教育委員会事件」判決でフレデリック郡にスティーブンズシティの学校を含み、学校の人種統合を命令した。1994年、バージル・E・ワトソンがアフリカ系アメリカ人としては初めてスティーブンズシティの町政委員になった。ワトソンは1994年から1998年の1期を務めた。
2004年9月17日、ハリケーン・アイバンの名残が藤田スケールF1の竜巻を生み、町の南、州間高速道路81号線沿いを襲った。約100万米ドルの損害を出させ、2人が負傷した。この日、北バージニアを襲った40個の竜巻の1つだった。

## 地理
スティーブンズシティはブルーリッジ山脈とアパラチア山脈の間に位置し、バージニア州シェナンドー渓谷の北部にある。ウェストバージニア州、メリーランド州、ペンシルベニア州にも近い。ワシントンD.C.は約65.9マイル (106.1 km) 東にある。ボルチモアは84マイル (135 km) 北東である。

### 気候
スティーブンズシティは温暖湿潤気候（ケッペンの気候区分Cfa）にあり、四季がはっきりしている。アメリカ合衆国の大西洋岸中部で海洋から離れた所に典型的な気候である。町も周辺の郡部も植物の耐寒性では7にあり、温暖さを示している。春と秋は温かく、湿度が低い。冬は冷涼であり、年降雪量は平均15.0インチ (38 cm) である。12月半ばから2月半ばの冬季最低気温の平均は 30 °F (−1 °C) である。4年ないし6年に1度吹雪が襲うことがある。ノーイースターの風が最も激しいときは、強風、豪雨、時として降雪をもたらす。この嵐はアメリカ合衆国東海岸の広い範囲に影響するものである。
夏は暑く湿気ている。平均気温は最高が80 °F台後半 (30 °C台前半)、最低が60 °F台後半 (20 °C台前半) である。夏の暑さと湿気の組み合わせにより、雷雨が多く、ときには竜巻を生む。晩夏から初秋にハリケーン（あるいはその名残）が通ることがあるが、スティーブンズシティは内陸にあるので、通るとしても弱っている。
過去最高気温は1988年の107 °F (42 °C)、過去最低気温は1983年の-18°F (−28 °C)だった。
| 月 | 1月         | 2月         | 3月         | 4月         | 5月         | 6月          | 7月         | 8月         | 9月          | 10月         | 11月        | 12月        | 年間         |
| --- | ----------- | ----------- | ----------- | ----------- | ----------- | ------------ | ----------- | ----------- | ------------ | ------------ | ----------- | ----------- | ------------ |
| 気温 °F |             |             |             |             |             |              |             |             |              |              |             |             |              |
| 平均 最高 | 40.8        | 44.7        | 53.9        | 64.8        | 74.2        | 82.6         | 87.1        | 85.7        | 78.8         | 67.5         | 56.2        | 45.7        | 65.2         |
| 平均 最低 | 20.0        | 22.2        | 30.3        | 38.5        | 48.7        | 57.3         | 62.0        | 60.1        | 52.9         | 40.6         | 32.5        | 24.5        | 40.8         |
| 過去最高 | 80 (1950)   | 80 (1985)   | 89 (1989)   | 93 (1960)   | 97 (2013)   | 104 (2010)   | 107 (1988)  | 105 (2010)  | 103 (1953)   | 95 (1986)    | 85 (1950)   | 80 (2001)   | 107 (1988)   |
| 過去最低 | −18 (1983)  | −16 (1996)  | −6 (1993)   | 18 (1950)   | 28 (1966)   | 36 (1986)    | 42 (1988)   | 36 (1982)   | 30 (1983)    | 16 (1988)    | 9 (1986)    | −6 1989)    | −18 (1983)   |
| 降水量 (inches) |             |             |             |             |             |              |             |             |              |              |             |             |              |
| 月間平均 | 2.66        | 2.40        | 3.33        | 3.01        | 3.93        | 4.10         | 3.66        | 3.60        | 3.59         | 3.16         | 3.06        | 2.60        | 39.10        |
| 月間最高 | 5.92 (1978) | 5.67 (1998) | 8.36 (1993) | 7.07 (1987) | 9.40 (1988) | 12.67 (1972) | 7.35 (1978) | 7.89 (1975) | 11.31 (1999) | 9.01 (1976)  | 7.33 (1997) | 5.55 (1973) | 12.67 (1972) |
| 降雪量 (inches) |             |             |             |             |             |              |             |             |              |              |             |             |              |
| 月間平均 | 7.9         | 6.7         | 2.4         | 0.2         | 0.0         | 0.0          | 0.0         | 0.0         | 0.0          | trace        | 1.0         | 2.3         | 20.5         |
| 月間最高 | 24.3 (1978) | 33.0 (2010) | 17.0 (1984) | 3.0 (1971)  | 0.0         | 0.0          | 0.0         | 0.0         | 0.0          | trace (1974) | 9.5 (1971)  | 16.3 (1973) | 33.0 (2010)  |
| 出典: 注:気温は °F。降水量には雨、溶けた雪、あられを含む。降水量と降雪量は中央値。平均値と中央値は1971年から2000年の30年間に対するもの。最大最小値は観測所の記録。観測所はウィンチェスターの7マイル南東、北緯39度6分1.45秒 西経78度10分49.29秒 / 北緯39.1004028度 西経78.1803583度 、標高は732フィート (223 m) |             |             |             |             |             |              |             |             |              |              |             |             |              |

## 人口動態
以下は2010年の国勢調査による人口統計データである。
| 基礎データ - 人口: 1,829人 - 世帯数: 743 世帯 - 家族数: 447 家族 人種別人口構成 - 白人: 85.1% - アフリカン・アメリカン: 7.1% - ネイティブ・アメリカン: 0.4% - アジア人: 1.8% - その他の人種: 2.8% - ヒスパニック・ラテン系: 7.3% | 年齢別人口構成 - 18歳未満: 24.1% - 18-24歳: 9.2% - 25-44歳: 31.5% - 45-64歳: 24.3% - 65歳以上: 10.9% - 年齢の中央値: 36歳 世帯と家族（対世帯数） - 18歳未満の子供がいる: 28.8% - 結婚・同居している夫婦: 38.5% - 未婚・離婚・死別女性が世帯主: 14.4% - 非家族世帯: 39.8% - 単身世帯: 27.8% - 65歳以上の老人1人暮らし: 24.1% - 平均構成人数 - 世帯: 2.46人 - 家族: 3.06人 | 収入と家計 - 収入の中央値 - 世帯: 51,944米ドル - 家族: 66,442米ドル - 性別 - 男性: 31,875米ドル - 女性: 35,461米ドル - 人口1人あたり収入: 20,581米ドル |

先祖による構成
| - ドイツ系：20.4% - アイルランド系：11.2% - イングランド系：7.3% - イタリア系：5.4% - スコットランド・アイルランド系：3.4% - ポーランド系：2.5% - スコットランド系：2.4% - オランダ系：2.2% | - デンマーク系：1.2% - フランス系：1.2% - スウェーデン系：1.1% - オーストリア系：0.9% - ポルトガル系：0.5% - ヨーロッパ系：0.4% - ロシア系：0.4% - ウェールズ系：0.4% | - イギリス系：0.3% - カナダ系：0.3% - クロアチア系：0.2% - スロバキア系：0.2% - サブサハラ系：0.2% - フランス系カナダ人：0.2% |

## 経済

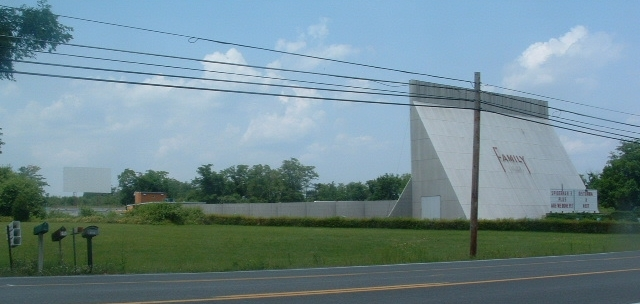
ファミリー・ドライブイン・シアター、スティーブンズシティの南にある

スティーブンズシティの経済として幾つかの産業が挙げられる。2000年国勢調査に拠れば製造業の雇用比率が20.4%、教育、医療、社会サービスで19.9%、小売業で12.8%、芸術、娯楽、レクリエーション、宿泊、飲食で9.0%、建設業8.0%、その他のサービス業（公的管理を除く）6.8%、交通、倉庫、電力等3.7%、金融、保険、不動産、賃借3.4%、卸売業3.4%、情報産業2.2%、農業、林業、漁業、狩猟業、鉱業1.9%となっていた。
町の16歳以上の労働力の中で、597人、66.1%は民間労働者であり、306人、33.9%は全く労働力ではなかった。国勢調査のときに9人、1.0%が非雇用者であり、軍人は居なかった。16歳以上の雇用されている住民588人の中で、民間の給与労働者が457人、77.7%だった。95人、16.2%が連邦政府雇員であり、5.8%、34人は自営業、2人、0.3%は無給労働者だった。
世帯当たり年間給与の中央値は35,200米ドルであり、126人、24.8%がこの中央値にあった。80人、15.7%は退職者だった。

## 文化

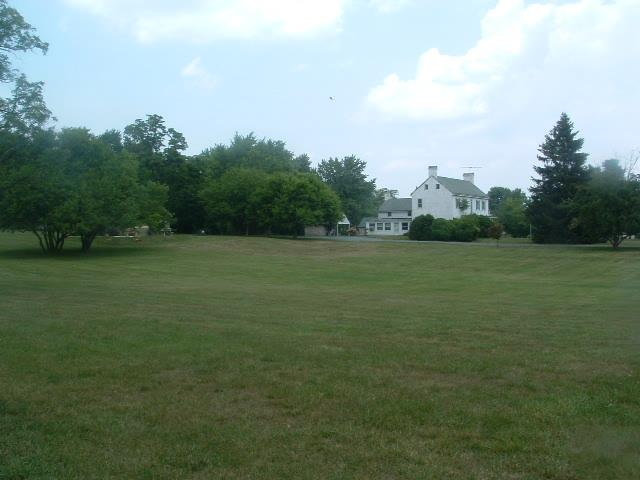
ニュータウン・コモンズの風景、メインストリート（国道11号線）沿い

住民は町内の2つの公園を利用できる。ニュータウン・コモンズとベル・エア通り公園である。ニュータウン・コモンズはニュータウン公園とも呼ばれ、メインストリート沿いにある。ベル・エア通り公園はベル・エア通り沿いである。ニュータウン・コモンズではピクニックや小さなコンサートなど屋外の催しを開催できる。ベル・エア通り公園は標準的なブランコなど子供たちの遊戯場がある。
スティーブンズシティの直ぐ外にはシェランド公園がある。この公園には幾つかの歩道、池、プール、スポーツ場などがある。この公園から約175マイル (282 km) のバージニア工科大学で2007年に発生した銃乱射事件を追悼するために植樹されたバージニア工科大学記念庭園もある。大学のトレードマークである 'VT' の形に造られた曲がりくねった側道と、32人の犠牲者の1人ずつに捧げられた32個のホーキー石で囲まれた旗竿がある。この記念庭園は事件からまる2年が経った2009年4月16日に除幕、公開された。この公園は近くのウィンチェスターを本拠にするバージニア工科大学同窓会シェナンドー支部が造った。
2スクリーンのドライブインシアターであるファミリー・ドライブイン・シアターは、町の直ぐ南、アメリカ国道11号線沿いにある州内に10か所あるドライブインシアターの1つである。2013年には全てデジタル化された。毎年メモリアルデイの週末には「ニュータウン・ヘリテージ祭」が開催される。この3日間の行事では、多くの工芸品、カーニバルスタイルの食事、トラクター乗り、ニュータウン・コモンズでの音楽、土曜日のパレードと花火がある。
アメリカ国道11号線ヤードクロールでは沿線に並ぶ町の1つとなる。8月の第2土曜日に開催され、スティーブンズシティのニュータウン・コモンズから南のニューマーケットまでほぼ50マイル (80 km) に渡ってガレージセールが並ぶ。シェナンドー郡の5つの商工会議所であるチェンバー・アドバイザリー・グループとスティーブンズシティがこの催しを後援している。

## 政府

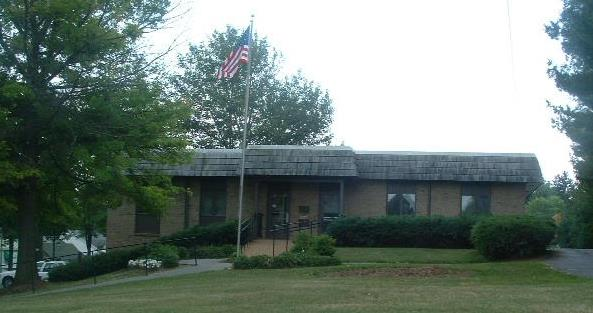
スティーブンズシティの町役場、ロカスト通り

スティーブンズシティ政府の長は町長のジョイ・B・シャルであり、以前は町政委員だった。任期は4年間である。町の立法府が町政委員会である。委員は6人であり、2年毎に半数が改選される。
町政委員会の他に、公衆安全委員会、管理委員会、人事委員会、上下水道委員会、公共事業委員会、財政委員会がある。
バージニア州下院では第29選挙区に、上院では第27選挙区に属しており、2014年時点ではいずれも共和党議員を選出している。アメリカ合衆国下院ではバージニア州第10選挙区に属し、やはり共和党議員を送り出している。

## 教育
フレデリック郡公共教育学区がスティーブンズシティのための公立学校を運営しているが、どの学校も町域内に入っておらず、町から1マイル (1.6 km) 以内にある。町の周辺部にはバス・フーバー小学校、ロバート・E・エイラー中学校、シェランド高校がある。シェランドという名前は、シェナンドー渓谷の初期ヨーロッパ人開拓者が出逢ったイロコイ語を話すインディアン部族の1つから採られている。他に私立学校もあるが、やはり町域の外にある。シェナンドーバレー・クリスチャン・アカデミーは町の北にある。ポウハタン学校は近くのクラーク郡ボイスにある。その他小さな私立あるいはキリスト教系の学校がフレデリック郡全体と周辺地域にある。

## 交通
歴史あるアメリカ国道11号線が町内を通っており、州間高速道路81号線は町の東境になっている。バージニア州道277号線は町内にその西端がある。僅か4.72マイル (7.60 km) 離れたクラーク郡のダブル・ロールゲイトで終わっており、国道340号線と同522号線に接続する。
州道277号線の経路を変え、国道11号線にある西端を0.5マイル (800 m) 南のファミリー・ドライブイン・シアターに移す計画がある。現在の州道277号線橋の混雑を緩和するために、州間高速道路81号線のインターチェンジも町の南にある多くのガソリンスタンドやファストフード・レストランのある場所に移す計画も進行中である。スティーブンズシティそのものが南に拡張することも予測している。

## 宗教

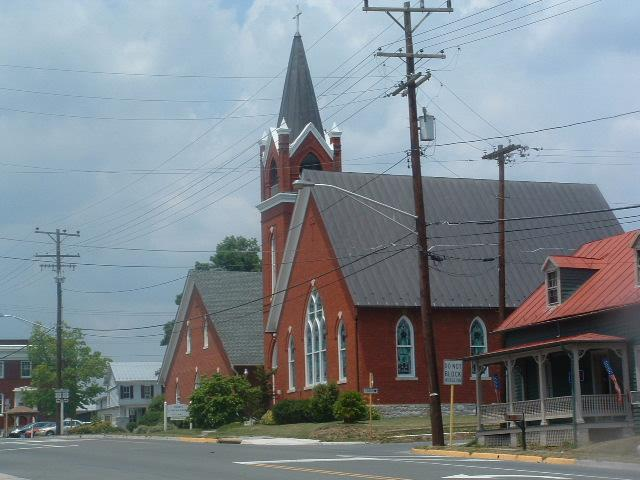
トリニティ・ルーテル教会、フェアファックス通り

町内最初期の組織的宗教礼拝は、1790年代にメソジスト・エピスコパル教会が創設されたときから始まった。最初の教会建築はスティーブンズバーグのメソジスト・エピスコパル教会であり、1791年に現在スティーブンズシティ・ユナイテッド・メソジスト教会がある場所に建てられた。町で最古の教会はオリック礼拝堂であり、1866年から1869年の間に、アフリカン・メソジスト・エピスコパル会派の家としてけんせつされた。南北戦争も終わり近い1864年から1865年に掛けての冬に、北軍によって破壊された1850年代後半建築の礼拝堂に置き換わるものだった。
2010年時点で町内には、エバンゲリカル・ルーテル教会アメリカ、ユナイテッド・メソジスト教会の他、バプテスト、メノナイト、ペンテコスタル、カリスマティック・エピスコパル、フル・ゴスペルの会派がある。町域の直ぐ南には、ユニタリアン・ユニバーサリスト教会がある。ローマ・カトリック教会アーリントン教区の系列にある教区、ユダヤ教のシェナンドー渓谷全体の会員にとって中心として機能するシナゴーグが、ウィンチェスターの北約5マイル (8 km) にある。